# Leichtathletik-Weltmeisterschaften 2011/Teilnehmer (Malta)
| Gelbes Symbol für Goldmedaillen mit stilisierten Olympischen Ringen | Graues Symbol für Silbermedaillen mit stilisierten Olympischen Ringen | Braundes Symbol für Bronzemedaillen mit stilisierten Olympischen Ringen |
| ------------------------------------------------------------------- | --------------------------------------------------------------------- | ----------------------------------------------------------------------- |
| —                                                                   | —                                                                     | —                                                                       |

Der Leichtathletik-Verband Maltas stellte bei den Leichtathletik-Weltmeisterschaften 2011 im koreanischen Daegu zwei Teilnehmer.

## Ergebnisse

### Männer

#### Laufdisziplinen
| Athlet        | Disziplin | Qualifikation | Qualifikation | Vorlauf       | Vorlauf       | Halbfinale    | Halbfinale    | Finale        | Finale        |
| Athlet        | Disziplin | Zeit          | Platz         | Zeit          | Platz         | Zeit          | Platz         | Zeit          | Platz         |
| ------------- | --------- | ------------- | ------------- | ------------- | ------------- | ------------- | ------------- | ------------- | ------------- |
| Karl Farrugia | 100 m     | 11,21 s       | 14            | ausgeschieden | ausgeschieden | ausgeschieden | ausgeschieden | ausgeschieden | ausgeschieden |

### Frauen

#### Laufdisziplinen
| Athletin   | Disziplin | Qualifikation | Qualifikation | Vorlauf | Vorlauf | Halbfinale    | Halbfinale    | Finale        | Finale        |
| Athletin   | Disziplin | Zeit          | Platz         | Zeit    | Platz   | Zeit          | Platz         | Zeit          | Platz         |
| ---------- | --------- | ------------- | ------------- | ------- | ------- | ------------- | ------------- | ------------- | ------------- |
| Diane Borg | 100 m     | 12,29 s       | 9             | 12,21 s | 43      | ausgeschieden | ausgeschieden | ausgeschieden | ausgeschieden |